# São Romão
São Romão là một đô thị thuộc bang Minas Gerais, Brasil. Đô thị này có diện tích 2431,658 km², dân số năm 2007 là 9080 người, mật độ 3,3 người/km².